# 楊賢妃 (唐文宗)
楊賢妃（9世纪—840年2月12日），是唐文宗的妃子，本名失传。她介入唐文宗的立储纷争，最终招来杀身之祸。

## 身世
《旧唐书》和《新唐书》的后妃传记中都没有杨贤妃的传。唐武宗称宰相杨嗣复（783年－848年）曾写信给杨贤妃，希望她效法武则天，并在信中称她为姑母。如武宗所言属实，那么她就是杨嗣复的祖父單父尉杨太清的女兒輩，唐穆宗年间名臣、杨嗣复之父楊於陵的姐妹行。根据武宗的说法，杨贤妃还有一个弟弟叫楊玄思。唐文宗弟弟安王李溶的生母杨贤妃应当是她的本家，或虽是杨贤妃被误记为李溶母。

## 成为皇妃
杨贤妃何时成为唐文宗的妃子已不可考，但开成二年（837年）她已成为九嫔之一的昭容，这是后妃中的第三等。当年，她被晋升为四妃中的贤妃，而文宗太子李永的生母王昭仪则升为四妃中的德妃。杨嗣复在次年（838年）成为宰相，但没有证据表明杨贤妃促成此事。
杨贤妃趁自己受宠，怕太子他日对自己不利，每天诬陷太子。三年（838年），失宠的王德妃因杨贤妃诬告而被杀。太子李永喜欢享乐饮宴，常和流氓无赖为伍，在杨贤妃弹劾下，当年，文宗软禁李永，召集高级官员，说要废黜太子。官员和宦官都反对，李永得以保全性命，但他的一大群伙伴都被处斩。而李永也在不久后去世。柏杨认为，李永是在文宗和杨贤妃暗示下被暗杀的。
李永死后，杨贤妃不停推荐安王李溶为皇太弟，事后唐武宗断言李溶恭维了杨贤妃，并说“杨妃曾卧病，其弟杨玄思奉文宗命入内侍疾一月有余，趁机内外交通，朕已经细问内人了解了情状，不欲外宣”。但当唐文宗咨询宰相们的意见时，李珏表示反对。最后文宗立其兄唐敬宗的儿子陈王李成美为太子。

## 身亡
五年（840年），文宗病重，召杨嗣复和李珏入宫，想把李成美托付给他们。但有权势的宦官仇士良和魚弘志因为没有在李成美被立为皇太子的事情上出过力，反对李成美继位。他们伪造文宗的诏书，称李成美太年轻，废黜了他的太子位，改立文宗的另一个弟弟颍王李瀍为皇太弟。文宗不久驾崩，仇士良说服还是皇太弟的李瀍赐杨贤妃、李溶、李成美死。